# Лавдар (общинска секция Лекас)
 Тази статия е за селото в общинска секция Лекас.  За другото корчанско село вижте Лавдар (общинска секция Москополе).  
Лавдар (на албански: Lavdar или Lavdari) е село в Албания, част от община Корча, област Корча.

## География
Селото е разположено западно от град Корча.

## История
В 15 век в Лавдани са отбелязани поименно 30 глави на домакинства.